# Kochanowice
Kochanowice (niem. Kochanowitz) – wieś sołecka w Polsce położona w województwie śląskim, w powiecie lublinieckim, w gminie Kochanowice. Przez miejscowość przebiega droga krajowa nr 46 oraz linia kolejowa z Częstochowy do Lublińca.
| SIMC    | Nazwa                       | Rodzaj     |
| ------- | --------------------------- | ---------- |
| 0134663 | Ameryka (hist. Neu Amerika) | część wsi  |
| 0134670 | Bizja (hist. Dionisen)      | część wsi  |
| 0134686 | Swaciok                     | przysiółek |

W latach 1945–1954 siedziba gminy Kochcice. W latach 1954–1972 wieś należała i była siedzibą władz gromady Kochanowice, po reformie administracji – gminy Kochanowice. W latach 1975–1998 miejscowość administracyjnie należała do województwa częstochowskiego.
Miejscowość jest siedzibą gminy Kochanowice.

## Nazwa
Nazwa wsi pochodzi od polskiego określenia na uczucie miłości – kochania. Heinrich Adamy w swoim dziele o nazwach miejscowości na Śląsku wydanym w 1888 roku we Wrocławiu wymienia pierwotną nazwę wsi jako Kochanowice podając jej znaczenie Liblingsort czyli miejscowość miłości. Nazwa wsi została później fonetycznie zgermanizowana na Kochanowitz i utraciła swoje pierwotne znaczenie.
Polską nazwę „Kochanowice” w książce Krótki rys jeografii Szląska dla nauki początkowej wydanej w Głogówku w 1847 wymienił śląski pisarz Józef Lompa zaznaczając, że przy „Kochanowicach kopią rudę”.

## Położenie geograficzne
Kochanowice położone są na obszarze Śląska Białego, w północnej części Górnego Śląska. Według innego podziału ze względu na obszary kulturowe, leży on na terenie ziemi lublinieckiej.
Ze względu na położenie geomorfologiczne Kochanowice leżą na Wyżynie Śląsko-Krakowskiej.

## Historia
Od końca XVIII w. wieś posiadała pieczęć gminną, na której wizerunku przedstawiono między dwoma liściastymi drzewami drwala niosącego na prawym ramieniu siekierę.

## W miejscowości znajdują się
Przy trasie przelotowej z Lublińca do Częstochowy, przy skrzyżowaniu z ulicami Wiejską i Lubocką stoją naprzeciw siebie dwie kapliczki z XVII wieku, poświęcone św. Janowi Nepomucenowi i św. Florianowi. Według legendy postawione zostały one przez dwóch skłóconych ze sobą mężczyzn. Faktem jest, że są one symbolem miejscowości, umieszczonym w jej herbie.

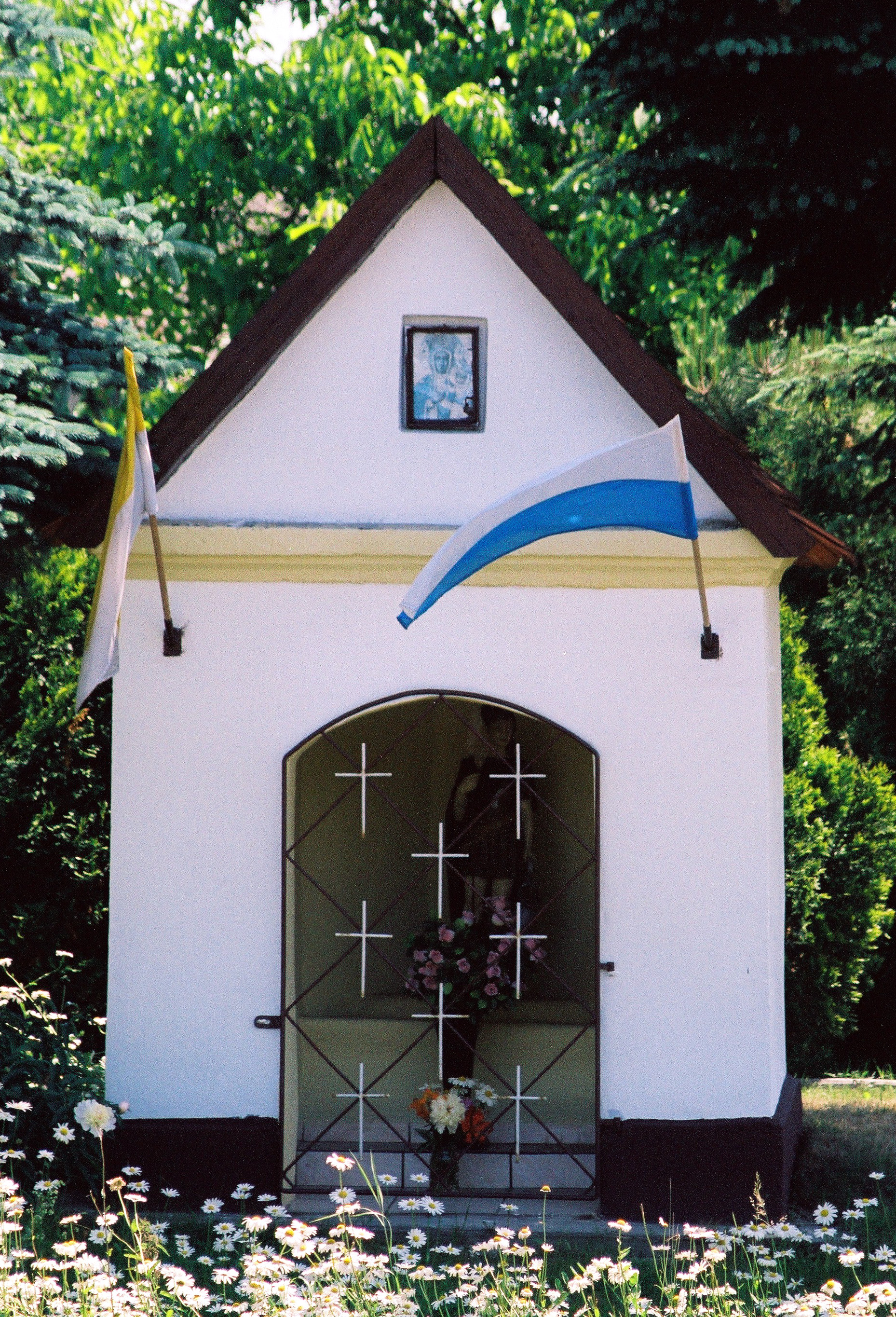
Kapliczka św. Floriana
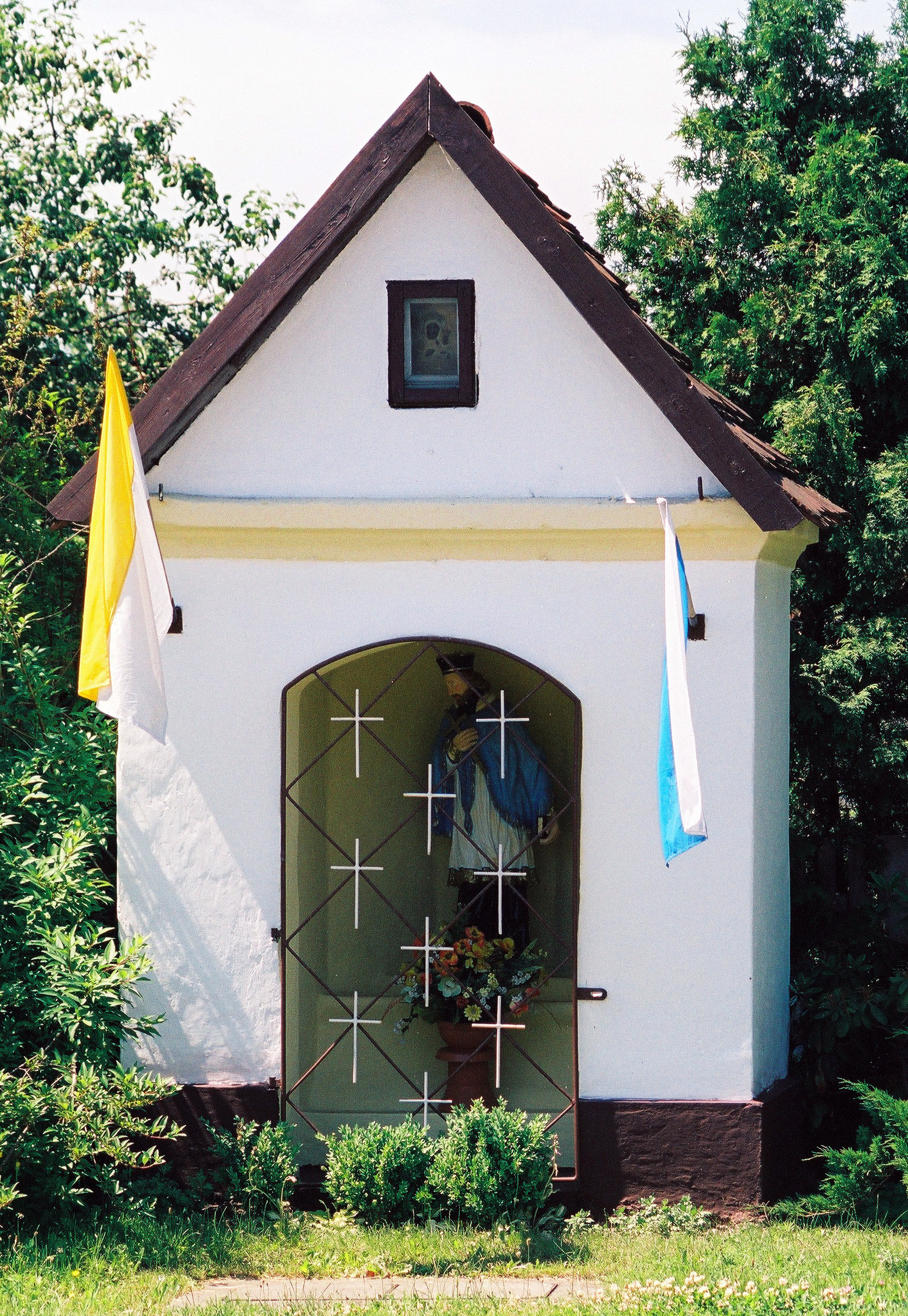
Kapliczka św. Jana Nepomucena
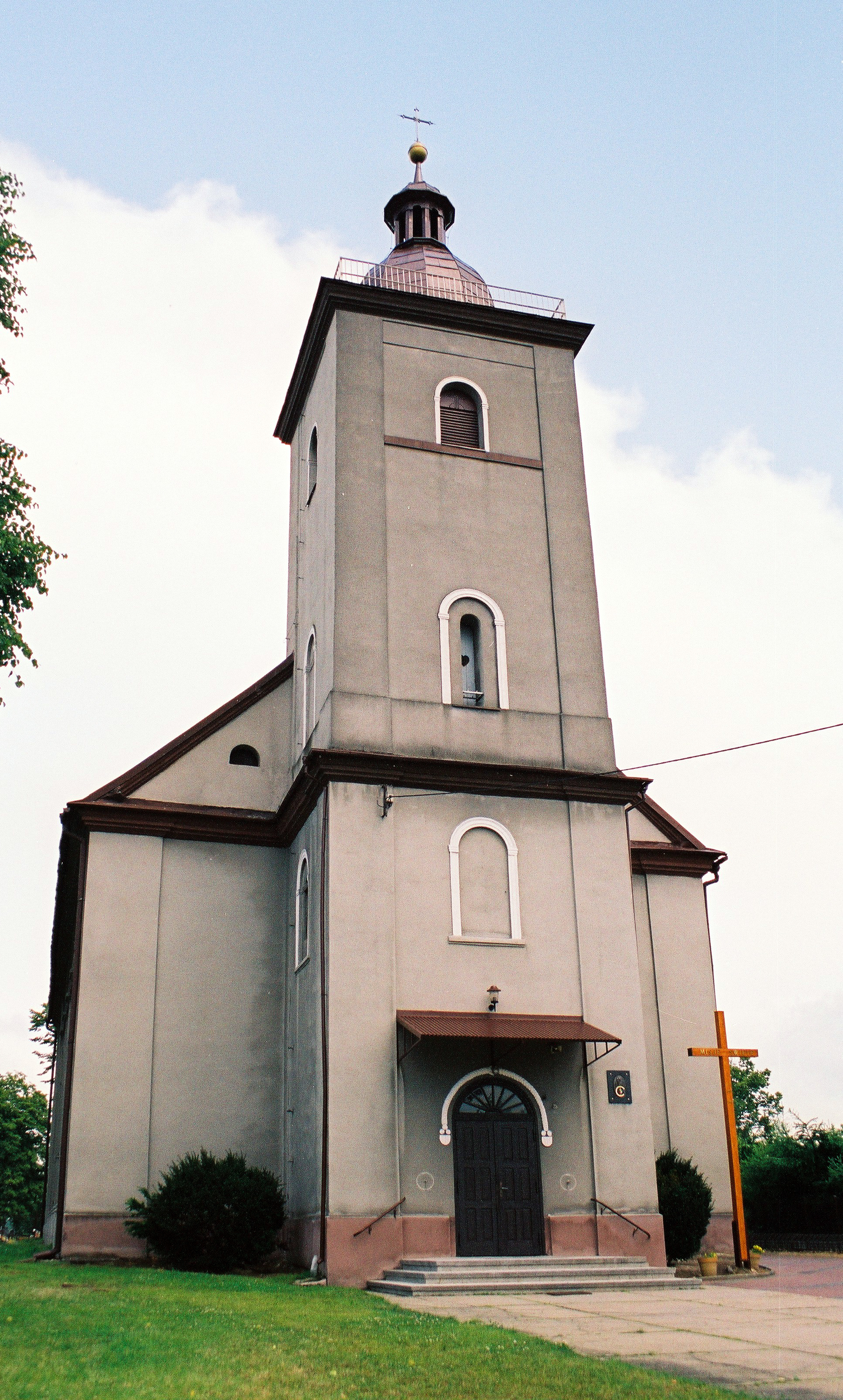
Kościół pw. św. Wawrzyńca w Kochanowicach
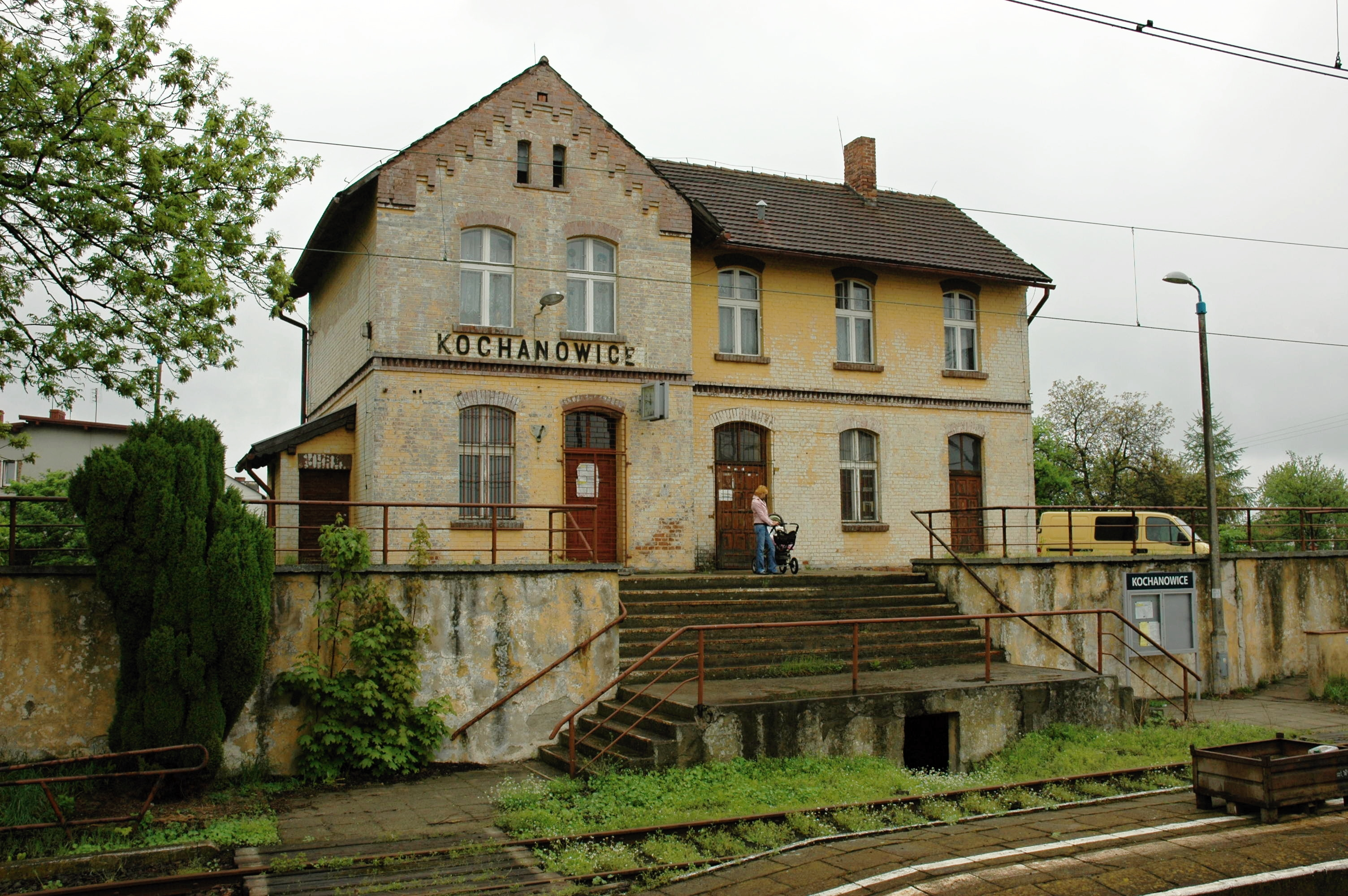
Budynek stacyjny

- stacja kolejowa Kochanowice
- Zespół Szkół w Kochanowicach, zajmujący XIX-wieczny pałac.
  - Publiczna Szkoła Podstawowa im. Karola Miarki w Kochanowicach. Przed 1836 w miejscowości funkcjonowała szkoła dla około 100 uczniów; zajęcia prowadzono w drewnianym budynku.  w 1836 rozpoczęto prace przy szkole murowanej, ulokowanej na miejscu poprzedniej[11].
- Kościół pw. św. Wawrzyńca z 1823 r. ufundowany przez dziedzica miejscowości Sylwiusza von Aulock.
- Gminna Bibliotek Publiczna
- Gminny Ośrodek Kultury
- Ludowy Klub Sportowy „Ruch” Kochanowice

## Religia
Na terenie miasta działalność duszpasterską prowadzą następujące kościoły:
- Kościół Rzymskokatolicki
- Zbór Kościoła Adwentystów Dnia Siódmego w Kochanowicach